# Laureana Wright de Kleinhans
Laureana Wright de Kleinhans, també coneguda com a Laurena, va ser una escriptora i precursora mexicana del feminisme nascuda a Taxco, Estat de Guerrero. Les seves aportacions periodístiques i els seus diversos escrits sobre el paper de la dona, van ser revolucionaris en la seva època.
La seva revista Violetes de l'Anáhuac publicada el 1887, va canviar el paradigma femení al promoure l'ideal de dona culta i mare educada ja que el tema medul·lar de la publicació i el més recurrent de la seva producció literària va ser que l'educació femenina és el principi que demostra la igualtat intel·lectual entre homes i dones i és el mitjà de la seva emancipació.
"L'interès que va mostrar per la problemàtica educativa del seu sexe la converteix en una de les primeres teòriques del tema a Mèxic, la riquesa d'idees i propostes ofereix una rica veta per a la reflexió ... per l'escriptora no hi havia dubtes," el submissió de la dona instrument ", tal com qualificava la major part del seu gènere, es devia bàsicament a la manca de cultura i educació".
L'escriptora va convidar a les dones de país a què qüestionessin el seu rol en la societat i les condicions en què vivien. Va tractar temes com sufragi femení i equitat entre homes i dones. Va escriure també poesia, en què va exaltar els seus sentiments patriòtics. Va ser vicepresidenta de la Societat Espiritista de la República Mexicana, institució a la qual es va unir perquè un dels seus postulats sostenia que homes i dones són iguals en intel·ligència, postulat que va ser una de les grans lluites de l'escriptora.

## Biografia

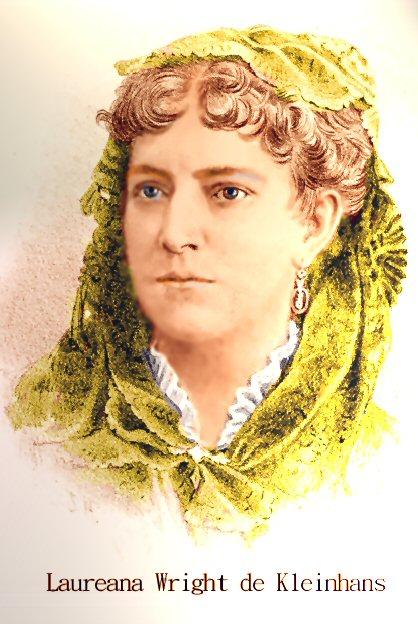
poetessa mexicana

Laureana va néixer a Taxco, Guerrero el 4 de juliol de 1846, en vigílies de la guerra Mèxic-EE. UU. Els seus pares van ser el nord-americà Santiago Wright i la guerrerense Eulàlia González. Va tenir tres germanes, Virginia, Enriqueta i Carolina, i dos germans. La família va anar a viure a la ciutat de Mèxic des que ella era molt petita; aquí va ser on va aprendre espanyol, anglès i francès. Des nena se li va inculcar el gust per la lectura i l'estudi.
Les dues dècades següents van ser un període complicat per a Mèxic: es van registrar la Guerra de Reforma, la intervenció francesa i l'imperi de Maximiliano. En 1868, quan ella va complir 22 anys, en plena República Restaurada es va casar amb Sebastián Kleinhans, un francès d'Alsàcia, amb qui va tenir a la seva filla Margarita, la que va arribar a ser reconeguda violinista, pianista i directora d'orquestra. Laureana es va dedicar un any complet a la seva llar i a cura de la bebè.
Passat aquest any l'escriptora va reprendre la seva tasca literària i uns mesos després se li va distingir com a membre honorari de la Societat de Netzahualcóyotl, a petició del seu fundador, Manuel Encunya, i de Gerardo Silva. Va ingressar a la societat científica L'Avenir en 1872, on va publicar diversos dels seus poemes mitjançant el seu òrgan de difusió L'estudi. En 1873 se'l va nomenar sòcia del Liceu Hidalgo per petició d'Ignacio Ramírez i Francisco Pimentel. En 1885 Laureana es va incorporar com a membre del Liceu Altamirano.
Malgrat la seva amistat amb Delfina Ortega de Díaz, gairebé va ser expulsada del país per la seva col·laboració en el Diari de la Llar, ja que sobresortien les seves crítiques al govern del president Porfirio Díaz respecte a la política laboral.
En 1884 va fundar i va dirigir la revista Violetes del Anáhuac i en 1887 el diari Les Filles del Anáhuac. Va ser un moment clau en la seva vida ja que aquest va ser el principal mitjà pel qual va qüestionar la manera de viure de la dona mexicana i on la va convidar a integrar-se al "segle del progrés"; mitjançant articles, biografies, semblances, etc.
A pesar que l'escriptora no va creure en els temes espiritistas quan se li van presentar per primera vegada, va acabar sent una fervent seguidora de l'espiritisme kardeciano, corrent europeu creat a meitat del segle xix per Allan Kardec, pseudònim del metge holandès Hyppolyte Rivail. Així mateix, buscant opcions per a la dona va tenir un acostament amb la maçoneria, mateix que va acabar en conflicte doncs Laureana va denunciar l'exclusió a la qual reduïa a la dona el Ritu Escocès Antic i Acceptat, d'igual forma va evidenciar que en el Ritu de York la desvaloració de la dona era encara major, a causa que el jurament al que se subjectava l'iniciat incloïa “no admetre mai en els seus treballs un cec, un boig, ni una dona”...
Als 50 anys d'edat, Laureana Wright va morir en la Ciutat de Mèxic el 22 de setembre de 1896.

## Violetes del Anáhuac
Ja no és mal vist que la dona escrigui i expressi els seus sentiments per mitjà de la ploma i neda més just, perquè quantes joves cal mancant d'una amiga íntima o d'un ésser a qui manifestar-li amb confiança els sentiments en el seu cor, desitgen expressar-los d'alguna manera…
Els testimoniatge publicats en aquesta revista revelen el lent però progressiu desenvolupament del paper de la dona en el Mèxic del segle xix. Es nota certa resignació en els seus escrits i al mateix temps el qüestionament sobre el que eren les dones i el que s'esperava d'elles.
Violetes del Anáhuac es va definir a si mateix com un periòdic literari redactat només per senyores. Es va dedicar a recopilar biografies i notícies de dones que mostraven com ella és capaç d'assoliments extraordinaris. El primer personatge femení biografiat va ser l'esposa del president de la República, Donya Carmen Romero Rubio de Díaz. Potser la més important d'aquestes biografies va ser la de Sor Juana Inés de la Creu, ja que revela les arrels ideològiques de la directora.
Aquest setmanari va ser molt bé rebut, ja que moltes dones de l'època buscaven desenvolupar-se i, per tant, demandaven un contingut de major nivell i una major integració en l'àmbit literari. Aquesta revista els va donar aquesta oportunitat ja que va crear espais on les dones poguessin ampliar o difondre els seus coneixements.
La revista va plantejar el tema del vot per a la dona i la igualtat de drets entre homes i dones.

## Obra
- L'emancipació de la Dona per mitjà de l'estudi (1891) Impremta nova.
- Educació errònia de dona i mitjà pràctic per corregir-la (1892)
- Dones notables mexicanes (1910) Tipografia econòmica, pòstum. És una ... recopilació de biografies de totes aquelles dones mexicanes que s'haguessin distingit en alguna forma, ja fora pel seu amor patrio, en molts casos heróico, o per ser precursores d'una nova era, en la qual la dona ocupés un lloc entre els profesionistas i savis... Conté 116 biografies que principian amb personatges de l'època anterior a la conquesta espanyola i acaba amb les de la segona meitat del segle xix. Els seus 596 pàgines formen un patrimoni de coneixements bàsics per a l'estudi de les dones cèlebres de Mèxic...[8]